# Tello di Castiglia
Tello Alfonso di Castiglia (Merida, giugno 1337 – Medellín, 15 ottobre 1370) fu il settimo dei dieci figli illegittimi di Alfonso XI di Castiglia ed Eleonora di Guzmán. Fu principe di Castiglia e il Primo Signore di Aguilar de Campoo. In spagnolo è conosciuto come Tello de Castiglia, Infante de Castiglia; Señor de Aguilar de Campoo, de Vizcaya, de Castañeda e de Lara.

## Origine familiare
Figlio di Alfonso XI di Castiglia e di Eleonora di Guzmán, i suoi nonni paterni erano Ferdinando IV di Castiglia e la regina Costanza del Portogallo. E dal lato materno, era il nipote di Pedro Núñez de Guzmán e Giovanna Ponce de León. Aveva diversi fratelli, tra cui Enrico II di Castiglia e Fadrique Alfonso di Castiglia, maestro dell'Ordine di Santiago, ed era un fratellastro del re Pietro I di Castiglia

## Biografia
Tello di Castiglia, nato nella città di Mérida nel giugno del 1337, era il sesto dei dieci figli nati fuori dal matrimonio di Alfonso XI di Castiglia e Eleonora di Guzmán.
Il 10 gennaio 1339, suo padre gli concesse in signoria l'antica regalità delle merindades di Aguilar de Campoo che il suo defunto fratello Pedro de Aguilar e Liébana avevano avuto in Cantabria.
Dopo l'assassinio di sua madre nel 1351 per ordine di Maria del Portogallo, Tello si rifugiò a Palenzuela. Il suo fratellastro, il re, voleva incontrarlo e mandò Juan García Manrique per impedire a Tello di fuggire. Secondo La crónica de los reyes de Castiglia di Pero López de Ayala, Tello andò a Palencia per incontrare suo fratello e rendergli omaggio. Quando il re Pedro gli ricordò la morte di sua madre, Eleonora di Guzmán, Tello, che a quel tempo aveva appena quattordici anni, rispose: Señor, yo non he otro padre, nin otra madre salvo la vuestra merced (Signore, non ho altro padre, nessun'altra madre tranne la vostra misericordia).
Come signore della Valle Toranzo aveva un terreno di caccia con una grande casa a Esponzués (Corvera de Toranzo), così come alcuni altri possedimenti in questa regione che appartenevano alla Corona di Castiglia. A Esponzués ordinò l'allevamento di cinghiali e l'attività di falconeria.
Ha partecipato alla guerra civile che ha affrontato il suo fratellastro Pietro I di Castiglia con suo fratello Enrico II di Castiglia, anche se ha mostrato un comportamento irregolare, soprattutto quando ha lasciato il campo di battaglia di Nájera con i suoi ospiti. Essendo signore di Biscaglia, fondò le città di Marquina (1355), Elorrio (1356), Guernica e Guerricaiz (1366).

### Testamento e morte
Tello Alfonso di Castiglia ha lasciato testamento nel 1368 e nel 1370. Nel suo ultimo testamento, ha lasciato in eredità la Biscaglia e Valmaseda a suo fratello, il re Enrico II di Castiglia.
Come capitano generale del confine con il Portogallo, ha partecipato alla guerra con quel paese, sebbene non sia morto in combattimento ma di malattia il 15 ottobre 1370 a Medellín. Uno studio antropologico dell'Università di Granada, condotto nel 2012, ha permesso a vari ricercatori, di trovare indicazioni che la morte di Tello di Castiglia nel XIV secolo potrebbe non essere stata naturale.

## Sepoltura
Fu sepolto nel convento di San Francesco di Palencia. La sua tomba, dopo essere rimasta nascosta per decenni in un arcosolio situato nella parete sinistra del presbiterio, è stata scoperta nel 1978 durante i lavori di costruzione e attualmente si trova nella cappella della famiglia Sarmiento, accanto alla sacrestia della chiesa conventuale.
La tomba è realizzata in legno di noce policromo. Sulla lapide riposa la figura distesa del defunto, vestito con il saio francescano e con una spada in mano, anche se la parte della lama non si è conservata. La testa, con capelli e barba biondi, poggia su un cuscino decorato con gli stemmi delle case di Aguilar e Haro. Questi stessi stemmi, sorretti da angeli, sono stati riprodotti sul fronte della lastra di pietra che è stata collocata nel XVI secolo e che sembra essere di origine italiana. Il fronte posteriore della cassa sepolcrale mostra un rilievo della Crocifissione che è in condizioni migliori rispetto al resto.

## Discendenza

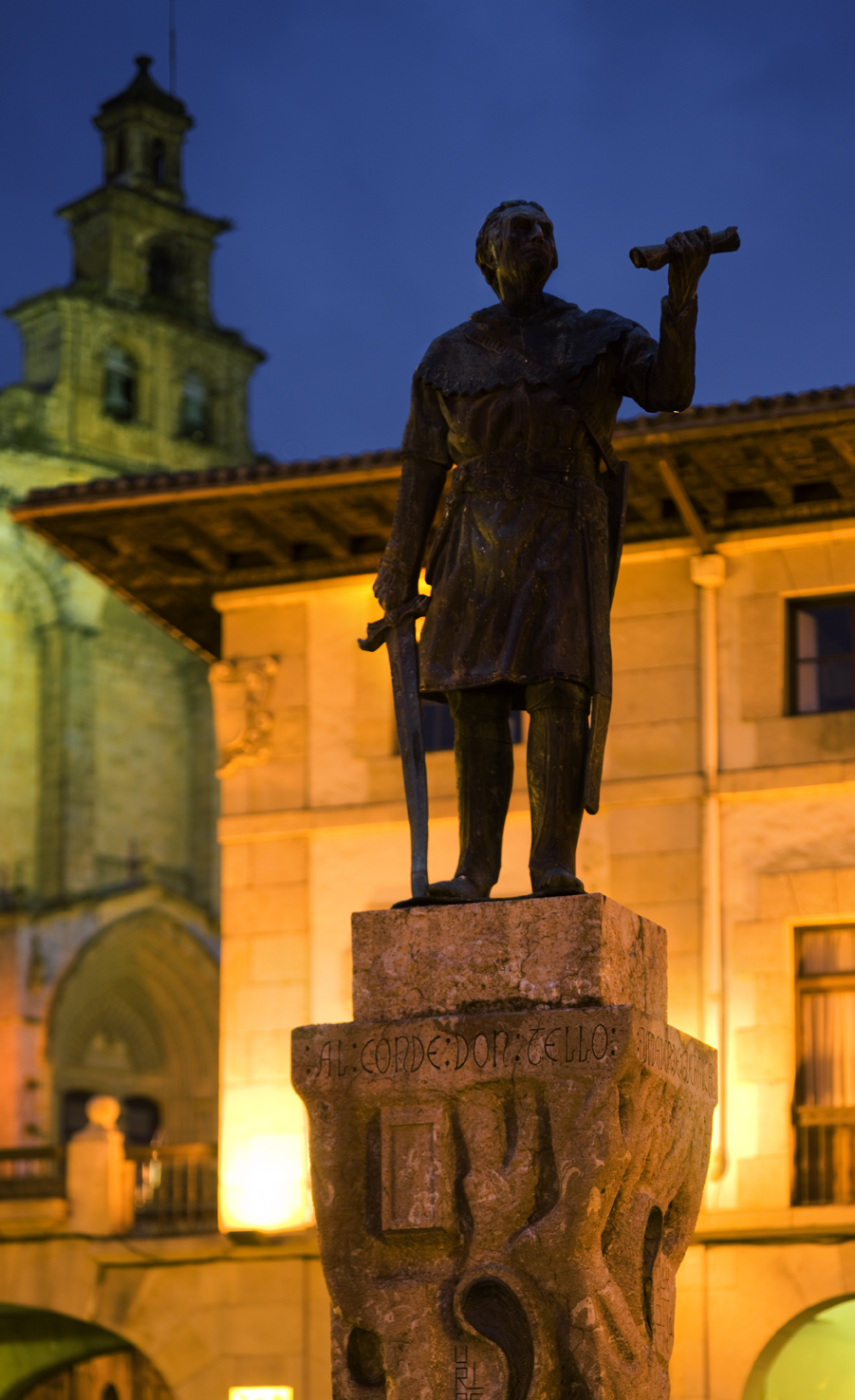
Statua di Tello di Castiglia (Guernica)

Nel 1353 sposò Giovanna di Lara (figlia di Giovanni Núñez III di Lara), che fu assassinata nel 1359, per ordine del suo fratellastro re Pietro I di Castiglia. Tello e Giovanna non ebbero figli. Tello tenne segreta la notizia della sua morte per mantenere il possesso della sua dote.
Tello ebbe diversi figli illegittimi:
- Juan Tellez di Castiglia, Secondo Signore de Aguilar de Campoo, (1355-1385). Morì nella battaglia di Aljubarrota. Dal suo matrimonio con Leonor de la Vega nascono i marchesi di Aguilar de Campoo (Grandi di Spagna).
- Afonso Tellez di Castiglia, nato nel 1365.
- Pedro Enríquez di Castiglia, Signore di Camporedondo, nato nel 1370
- Fernando Tellez di Castiglia, morto in giovane età.
- Constanza Tellez di Castiglia.
- Maria Tellez di Castiglia.
- Isabel Tellez di Castiglia.
- Elvira Tellez di Castiglia.
- Juana Tellez di Castiglia.
- Leonor Tellez di Castiglia, morto in giovane età

## Ascendenza
|                            |                        |                                                        | Genitori                                                                  |  |  | Nonni |  |  | Bisnonni               |  |  | Trisnonni              |  |
|                            |                        |                                                        |                                                                           |  |  |       |  |  | Sancho IV di Castiglia |  |  | Alfonso X di Castiglia |  |
|                            |                        |                                                        |                                                                           |  |  |       |  |  | Sancho IV di Castiglia |  |  | Alfonso X di Castiglia |  |
|                            |                        | Violante d'Aragona                                     |                                                                           |  |  |       |  |  | Sancho IV di Castiglia |  |  |                        |  |
| Ferdinando IV di Castiglia |                        |                                                        |                                                                           |  |  |       |  |  | Sancho IV di Castiglia |  |  |                        |  |
|                            |                        | Maria di Molina                                        | Alfonso di Molina                                                         |  |  |       |  |  |                        |  |  |                        |  |
|                            |                        | Maria di Molina                                        | Alfonso di Molina                                                         |  |  |       |  |  |                        |  |  |                        |  |
|                            |                        | Maria di Molina                                        | Mayor Alonso de Meneses                                                   |  |  |       |  |  |                        |  |  |                        |  |
| Alfonso XI di Castiglia    |                        | Maria di Molina                                        |                                                                           |  |  |       |  |  |                        |  |  |                        |  |
|                            |                        | Dionigi del Portogallo                                 | Alfonso III del Portogallo                                                |  |  |       |  |  |                        |  |  |                        |  |
|                            |                        | Dionigi del Portogallo                                 | Alfonso III del Portogallo                                                |  |  |       |  |  |                        |  |  |                        |  |
|                            |                        | Dionigi del Portogallo                                 | Beatrice di Castiglia e Guzmán                                            |  |  |       |  |  |                        |  |  |                        |  |
| Costanza del Portogallo    |                        | Dionigi del Portogallo                                 |                                                                           |  |  |       |  |  |                        |  |  |                        |  |
|                            |                        | Isabella d'Aragona (1271-1336)                         | Pietro III d'Aragona                                                      |  |  |       |  |  |                        |  |  |                        |  |
|                            |                        | Isabella d'Aragona (1271-1336)                         | Pietro III d'Aragona                                                      |  |  |       |  |  |                        |  |  |                        |  |
|                            |                        | Isabella d'Aragona (1271-1336)                         | Costanza di Hohenstaufen                                                  |  |  |       |  |  |                        |  |  |                        |  |
| Tello di Castiglia         |                        | Isabella d'Aragona (1271-1336)                         |                                                                           |  |  |       |  |  |                        |  |  |                        |  |
|                            | Álvaro Perez de Guzman | Pedro Nuñez de Guzman, Signore Derruña and San Romano  |                                                                           |  |  |       |  |  |                        |  |  |                        |  |
|                            | Álvaro Perez de Guzman | Pedro Nuñez de Guzman, Signore Derruña and San Romano  |                                                                           |  |  |       |  |  |                        |  |  |                        |  |
|                            | Álvaro Perez de Guzman | Teresa Rodriguez Brizuela                              |                                                                           |  |  |       |  |  |                        |  |  |                        |  |
| Pedro Núñez de Guzmán      | Álvaro Perez de Guzman |                                                        |                                                                           |  |  |       |  |  |                        |  |  |                        |  |
|                            |                        | Maria Giron                                            | Gonzalo Rodriguez Giron                                                   |  |  |       |  |  |                        |  |  |                        |  |
|                            |                        | Maria Giron                                            | Gonzalo Rodriguez Giron                                                   |  |  |       |  |  |                        |  |  |                        |  |
|                            |                        | Maria Giron                                            | Elvira Diaz de Castañeda                                                  |  |  |       |  |  |                        |  |  |                        |  |
| Eleonora di Guzmán         |                        | Maria Giron                                            |                                                                           |  |  |       |  |  |                        |  |  |                        |  |
|                            |                        | Fernán Pérez Ponce de León, Signore Cangas e la Puebla | Pedro Ponce de Cabrera                                                    |  |  |       |  |  |                        |  |  |                        |  |
|                            |                        | Fernán Pérez Ponce de León, Signore Cangas e la Puebla | Pedro Ponce de Cabrera                                                    |  |  |       |  |  |                        |  |  |                        |  |
|                            |                        | Fernán Pérez Ponce de León, Signore Cangas e la Puebla | Aldonza Alonso de León                                                    |  |  |       |  |  |                        |  |  |                        |  |
| Beatriz Ponce de León      |                        | Fernán Pérez Ponce de León, Signore Cangas e la Puebla |                                                                           |  |  |       |  |  |                        |  |  |                        |  |
|                            |                        | Urraca Gutiérrez de Meneses                            | Gutierre Suarez de Meneses, Signore di la Osa, San Felices and Dosbarrios |  |  |       |  |  |                        |  |  |                        |  |
|                            |                        | Urraca Gutiérrez de Meneses                            | Gutierre Suarez de Meneses, Signore di la Osa, San Felices and Dosbarrios |  |  |       |  |  |                        |  |  |                        |  |
|                            |                        | Urraca Gutiérrez de Meneses                            | Elvira Anes de Sousa                                                      |  |  |       |  |  |                        |  |  |                        |  |
|                            |                        | Urraca Gutiérrez de Meneses                            |                                                                           |  |  |       |  |  |                        |  |  |                        |  |